# Simplicia inareolalis
Simplicia inareolalis är en fjärilsart som beskrevs av Geoffrey Fryer 1912. Simplicia inareolalis ingår i släktet Simplicia och familjen nattflyn. Inga underarter finns listade i Catalogue of Life.